# 羟胺
羥胺，又稱羥基胺，可看作NH3中的一个H被OH取代而形成的衍生物，其分子式为NH2OH。室温下为不稳定的白色晶体，容易潮解，常以水溶液的形式使用。
1999年来，两家生产羟胺的工厂发生了爆炸，但羟胺的爆炸性原理尚不明确。研究表明，二价或三价铁盐会催化50%羟胺溶液的分解，羟胺及衍生物最好以盐的形式储存。
羟胺有顺式和反式两种异构体，固态时为反式，气态可能是顺式和反式的混合物。

## 生产
NH
2OH的生产方法有以下几种：
- 0°C下，用HSO−
4/SO
2还原亚硝酸铵的水溶液，生成[NH
4]
2[N(OH)(OSO
2)
2]，进一步水解得到硫酸羟胺(NH
3OH)
2SO
4：

NH
4NO
2 + 2SO
2 + NH
3 + H
2O → [NH
4]
2[N(OH)(OSO
2)
2]
[NH
4]+
2[N(OH)(OSO
2)
2]2− + H
2O → [NH
4][NH(OH)(OSO
2)] + [NH
4][HSO
4]
2[NH
4]+
[NH(OH)(OSO
2)]−
 + 2H
2O → [NH
3(OH)]
2[SO
4] + [NH
4]
2[SO
4]
- 用亚硫酸盐还原亚硝酸或硝酸钾：

HNO
2 + 2HSO−
3 → [N(OH)(OSO
2)
2]2− + H
2O → [NH(OH)(OSO
2)]−
 + [HSO
4]−

[NH(OH)(OSO
2)]−
 + H
3O+
 (100 °C/1 h) → [NH
3(OH)]+
 + [HSO
4]−

- 催化剂存在下，在盐酸中用氢气还原二氧化氮。
- 由羟胺盐與丁醇鈉制备：

[NH
3(OH)]Cl + NaOBu → NH
2OH + NaCl + BuOH

## 反应
羟胺与亲电试剂，如烷基化试剂反应生成N或O取代产物：
R-X + NH
2OH → R-ONH
2 + HX
R-X + NH
2OH → R-NHOH + HX
与醛或酮反应成肟：
R
2C=O + NH
2OH ·  HCl , NaOH → R
2C=NOH + NaCl + H
2O
肟通常是具有固定熔点的固体，其生成与分解反应可用于纯化羰基化合物。丁二酮肟等肟类也是常用的配体试剂。
羟胺与氯磺酸反应生成羟胺-O-磺酸，是生产己内酰胺的原料之一：
HOSO
2Cl + NH
2OH → NH
2OSO
2OH + HCl
羟胺-O-磺酸应于0°C储存，使用时也需要用碘量法来测定纯度。
还原羟胺及衍生物(R-NHOH)得到胺：
NH
2OH (Zn/HCl) → NH
3
R-NHOH (Zn/HCl) → R-NH
2
羟胺可与金属离子配位，且生成的配合物具有键合异构：M ← NH2OH 和 M ← ONH3。

## 用途
羟胺及其衍生物的用途有：
- 有机和无机合成中常用的还原剂
- 抗氧化剂
- 脱发剂及在照相显影方面的应用[4]
- 其硝酸盐—硝酸羟胺可用作火箭推进剂
- 化学诱变剂，会使碱基对中A改变为G、C至T，用于观察基因突变的后果。

## 安全
羟胺对呼吸系统、皮肤、眼部及黏膜具刺激性，吞食有害，为潜在的诱变剂。羟胺在加热时可能发生爆炸。